# SMTOWN Live World Tour VI
Tournées par SMTOWN
SM Town Live World Tour V
(2016)
SMTOWN Live World Tour VI est une tournée organisée par SM Entertainment en 2017. Elle a commencé par un concert à Séoul puis s'est enchaînée pour l'instant par quatre concerts au Japon.

## Contexte
SM Town est le nom donné au groupe d'artistes ayant signés sous le label SM Entertainment. Tous les ans, l'agence organise une tournée parfois mondiale, parfois asiatique, pendant laquelle plusieurs chanteurs font des performances pendant six heures environ.

## Dates des concerts
| Date            | Ville | Pays                | Lieu                    | Audience |
| --------------- | ----- | ------------------- | ----------------------- | -------- |
| 8 juillet 2017  | Séoul | Corée du Sud        | Seoul World Cup Stadium | 45 000   |
| 15 juillet 2017 | Osaka | Japon               | Kyocera Dome            | 90 000   |
| 16 juillet 2017 | Osaka | Japon               | Kyocera Dome            | 90 000   |
| 27 juillet 2017 | Tokyo | Japon               | Tokyo Dome              | 100 000  |
| 28 juillet 2017 | Tokyo | Japon               | Tokyo Dome              | 100 000  |
| 6 avril 2018    | Dubaï | Émirats arabes unis | Autism Rocks Arena      | 15 000   |